# Nectria rigidiuscula
Nectria rigidiuscula là một loài Ascomycetes trong họ Nectriaceae. Loài này được Berkeley & Broome miêu tả khoa học đầu tiên năm 1873.
Đây là loài gây hại của cây Hevea brasiliensis, phát triển phổ biến ở Ghana.